# Clarias batrachus
Clarias batrachus – inwazyjny gatunek słodkowodnej, tropikalnej ryby sumokształtnej z rodziny długowąsowatych (Clariidae). Poławiany i hodowany komercyjnie. Bywa też hodowany w akwariach.

## Występowanie
Występuje na terenach podmokłych, mulistych i bagiennych, w wodach śródlądowych, w jeziorach i ciekach wodnych Azji Południowo-Wschodniej (Borneo, Indonezja, Birma, Singapur, Bangladesz, Sri Lanka, Indie) w strefie bentosowej. Jest spotykany na terenie zalewowym m.in. w rowach melioracyjnych i na polach ryżowych. Może żyć również w jaskiniach, czy studniach.

## Charakterystyka
Głowa płaska i szeroka, korpus ciała podłużny, zwężający się do tylnej części. Ma cztery pary wąsów. Pysk uzębiony. Skóra bez łusek, pokryta śluzem. Płetwa grzbietowa przebiega w tylnej części przez 2/3 długości ciała. Płetwy piersiowe zaopatrzone są w długie i silne kolce, które są pomocne przy pokonywaniu terenu poza obszarem wody. Brak jest płetwy tłuszczowej. Ciało w kolorze szarym, szaro-brązowym przechodzące w czerń. Boki ciała pokryte są małymi, białymi plamami.Oczy uległy ewolucyjnemu uwstecznieniu.
Dorasta do 50 cm długości.
Prowadzi nocny tryb życia. Jest wszystkożerny, odżywia się detrytusem, larwami dużych owadów wodnych, kijankami, krewetkami i rybami, również dżdżownicami, roślinami wodnymi. Spotkano osobniki odżywiające się małymi ptakami.

## Gatunek inwazyjny
Jest gatunkiem inwazyjnym. W akwakulturze jest uznawany za szkodnika. Ma zdolność do poruszania się na lądzie. Wykorzystując swoje pomocnicze narządy oddechowe może przejść na krótkim dystansie do nowych zbiorników wodnych. Podczas suszy przechodzi do innych, odizolowanych miejsc, gdzie poluje na inne gatunki zwierząt. Bez jedzenia może przeżyć do kilku miesięcy. W czasie suszy i chłodniejszego okresu przechodzi w stan uśpienia. Bardzo szybko pożera lub wygrywa konkurencję z gatunkami przebywającymi w zbiorniku przed wprowadzeniem C. batrachus. Ich zdolność do przemieszczania się między zbiornikami umożliwia dosięgnięcie populacji, których inne gatunki nie są w stanie dosięgnąć.
Zawleczony został do USA (Floryda), Hongkongu, na Tajwan, do Chin, Tajlandii i Wielkiej Brytanii, na Nową Gwineę, Guam. W Stanach Zjednoczonych gatunek ma status gatunku niepożądanego i hodowla tej ryby bez specjalnego zezwolenia jest zabroniona. W akwakulturze został wprowadzony obowiązek zabezpieczania stawów hodowlanych przed przedostaniem się tego gatunku do wód hodowlanych. Gatunek ten został nawet nominowany do 100 najbardziej niepożądanych gatunków inwazyjnych świata.

## Rozmnażanie
Tarło przypada w porze deszczowej, w okresie późnej wiosny i wczesnego lata, najchętniej na polach ryżowych. Po zalotach samica składa do kilku tysięcy sztuk ikry, którą przylepia do roślinności. Przez kilka następnych dni ikry pilnuje samiec. Ikrę składają głównie nocą. Wylęg następuje po 22-30 godzinach. Gniazda są budowane w osadach błotnych i zalanych wałach pól ryżowych.

## Znaczenie gospodarcze
Clarias batrachus jest poławiany regionalnie w rybołówstwie, komercyjnie hodowany w akwakulturach. Jest jednym z ważniejszych gatunków hodowanych na polach ryżowych. Sprzedawany żywy, świeży lub mrożony. C. batrachus to gatunek chętnie wydobywany przez rybaków w trakcie obsychania zbiorników sezonowych.

## Warunki w akwarium
Hodowanie ryby w akwarium wymaga dużego zbiornika i wody o temperaturze do 28 °C, obsadzonego silnymi roślinami. W zbiorniku powinny znaleźć się liczne kryjówki z kamieni i korzeni. Powinien być trzymany w akwariach jednogatunkowych lub z rybami o znaczących rozmiarach (nocą poluje na małe ryby). Jest gatunkiem drapieżnym, jednakże spożywa pokarmy wszelkiego rodzaju. Szczególnie preferuje pokarmy takie jak: dżdżownice, larwy komarów, ryby, mięso, rureczniki oraz pokarm suchy.

## Aktualne kierunki badań
Sporządzony został przegląd działania toksycznego metali ciężkich na przedstawicieli C. batrachus. Zbadano różnorodność genetyczną przy pomocy markerów mikrosatelitarnych w naturalnych populacjach tego gatunku.